# Henryków (Sainte-Croix)
Pour les articles homonymes, voir Henryków.
Henryków est une localité polonaise de la gmina de Małogoszcz, située dans le powiat de Jędrzejów en voïvodie de Sainte-Croix.